# 14872 Hoher List
14872 Hoher List è un asteroide della fascia principale. Scoperto nel 1990, presenta un'orbita caratterizzata da un semiasse maggiore pari a 2,4208412 UA e da un'eccentricità di 0,2092145, inclinata di 1,97214° rispetto all'eclittica.
È dedicato all'osservatorio astronomico di Hoher List, nelle Ardenne vicino a Daun, in Germania. 